# Хюнштеттен
Хюнштеттен (нем. Hünstetten) — община в Германии, в земле Гессен. Подчиняется административному округу Дармштадт. Входит в состав района Райнгау-Таунус. Население составляет 10 175 человек (на 31 декабря 2010 года). Занимает площадь 50,56 км².